# ノルスケ・トーグ79形
79形は、鉄道車両を所有・リースするノルウェーの国営企業であるノルスケ・トーグ（Norske tog）が導入する鉄道車両（電車、バイモード車両）。寝台設備を始めとした長距離列車に適した内装を有する形式で、2028年から営業運転を開始する。

## 概要
ノルウェー国鉄（Vygruppen AS、Vy）の路線で使用される車両を所有するノルスケ・トーグは、1970年代以降に導入され老朽化が進行している車両の置き換えに加え、2030年代までに予想されている鉄道利用者数の増加に対応するための輸送力増強を目的に、2010年代以降新型車両の導入を進めている。その中で、国内の都市間列車やスウェーデンへの国際列車など夜行列車を含めた長距離輸送で使用されている車両の置き換えを目的に、2021年に新型車両の入札が行われ、2023年にスイスのシュタッドラー・レールが発注権を獲得したことが発表された。これを基に製造が実施されるのが79形である。
編成長220 mの8両編成で、シュタッドラー・レールが展開する鉄道車両の「FLIRT」のうち、ノルウェーの長距離運用向けに新たに設定された「FLIRTNEX（FLIRT Nordic Express）」ブランドの1車種で、積雪が多い路線での使用に備え前面には大型のスノープラウが設置される。最高速度は200 km/hで、従来の列車と比較して定員数の増加が図られている。後述のように、車内にはリクライニング機能付きの座席に加えて2人用、もしくは4人用のベッドを備えた寝台個室の連結も予定されており、日中はベッドを座席に転換し家族連れやビジネス客向けの個室として使用する事が想定されている。また、遊具を備えた家族連れ用のフロアやビストロ、自転車の設置が可能な荷物用スペースも設置される事になっている。
車両の生産は2024年から行われ、2025年からノルウェーへ納入が始まる事になっており、試運転を経て2028年のベルゲン線を皮切りに順次営業運転に投入される。導入される全17編成のうち、13編成は電化区間のみ走行可能な電車、4編成は非電化区間への直通にも対応したバイモード車両として製造される事が決定している。また、これらに加えて契約上最大66編成の追加発注が可能となっている。

## 車種
79形は使用路線や用途に応じ、以下の4タイプの編成が導入される事になっている。

### タイプA
昼夜兼用の電車タイプの編成。編成内には座席に加えて寝台（G車、F車）が設置されている。
- 主要諸元
  - 編成 - 8両編成（B車 + H車 + G車 + F車 + E車 + D車 + C車 + A車）
  - 軸配置 - Bo'Bo' + 2'2' + 2'2' + 2'2' + 2'2' + 2'2' + 2'2' + Bo'Bo'
  - 編成数 - 8編成
  - 着席・寝台定員数 - 439人（座席391人、寝台48人）、折り畳み座席8箇所
  - 立席定員数 - 712人（乗客密度4人/m2時）

### タイプB
車内にディーゼルエンジンを搭載した車両（A車）を連結した昼夜兼用のバイモード編成。非電化区間での走行時はディーゼルエンジンを用いて発電を行い主電動機に電気を供給する。
- 主要諸元
  - 編成 - 8両編成（B車 + H車 + G車 + F車 + E車 + D車 + C車 + A車）
  - 軸配置 - Bo'Bo' + 2'2' + 2'2' + 2'2' + 2'2' + 2'2' + Bo'Bo' + 2'2'
  - 編成数 - 4編成
  - 着席・寝台定員数 - 380人（座席332人、寝台48人）、折り畳み座席8箇所
  - 立席定員数 - 655人（乗客密度4人/m2時）

### タイプC
全席が座席となっている電車タイプの編成。主に昼行列車での運用を想定している。
- 主要諸元
  - 編成 - 8両編成（B車 + H車 + G車 + F車 + E車 + D車 + C車 + A車）
  - 軸配置 - Bo'Bo' + 2'2' + 2'2' + 2'2' + 2'2' + 2'2' + 2'2' + Bo'Bo'
  - 編成数 - 3編成
  - 着席・寝台定員数 - 542人、折り畳み座席8箇所
  - 立席定員数 - 690人（乗客密度4人/m2時）

### タイプD
昼行運転を想定した電車タイプの編成。8両編成のうち1両（G車）は座席が設置されておらず、小荷物や自転車が搭載可能な内装となっている。
- 主要諸元
  - 編成 - 8両編成（B車 + H車 + G車 + F車 + E車 + D車 + C車 + A車）
  - 軸配置 - Bo'Bo' + 2'2' + 2'2' + 2'2' + 2'2' + 2'2' + 2'2' + Bo'Bo'
  - 編成数 - 2編成
  - 着席・寝台定員数 - 458人、折り畳み座席8箇所
  - 立席定員数 - 690人（乗客密度4人/m2時）